# LMV 2
Linia LMV 2 (pentru Linia de Mare Viteză 2, franceză LGV 2, neerlandeză HSL 2) este o linie de mare viteză din Belgia. Este al doilea element al rețelei belgiene de linii ferate de mare viteză, ce conține 4 elemente, și conectează orașul Louvain cu orașul Ath având o lungime de 64 km. 
De o manieră generală, linia LMV 2 asigură o legătură rapidă între Bruxelles - Liège și mai departe spre Germania, trenurile circulând până la Louvain și de la Ans pe linii modernizate. Odată cu darea în funcțiune a linie LMV 3 timpul de parcurs al trenurilor dintre Belgia și Germania va fi redus în continuare. Linia LMV 2 este utilizată de trenuri Thalys către Liège și Köln ce pot circula cu viteze de 300 km/h, trenuri ICE către Frankfurt ce pot circula cu viteze de 250 km/h și trenuri naționale de tip InterCity ale SNCB ce pot circula cu viteze de 200 km/h.
Linia a fost dată în folosință la data de 15 decembrie 2002. Sistemul de semnalizare este de tip TBL 2 - sistemul belgian de semnalizare îmbunătățit.

## Traseu
Trenurile părăsesc gara Bruxelles-Sud și traversează orașul Bruxelles în subteran până la gara Bruxelles-Nord. În dreptul localității Schaerbeek linia se bifurcă separându-se de linia spre Anvers și Olanda. Între Schaerbeek și Louvain trenurile circulă pe o linie îmbunătățită cu viteze de până la 200 km/h. Linia aceasta este o linie cu 4 căi de circulatie, trenurile expres utilizând cele două linii din centru, liniile laterale fiind utilizate de trenuri regionale. 
Gara Louvain este traversată cu 160 km/h, la ieșirea din aceasta începând secțiunea de mare viteză. După ce traversează tunelul Bierbeek, cu o lungime de 758 m, cu o viteză maximă de 200 km/h, trenurile pot circula cu viteze de până la 300 km/h. Linia urmează traseul autostrăzii belgiene A3/E 40 pe majoritatea lungimii ei. La Ans trenurile reintră pe linia clasică, traversând gara cu 140 km/h. Între Ans și gara Liège-Guillemins trenurile parcurg planul înclinat de la Ans, cu o declivitate de 3,3%. Vitezele maxime sunt de 70 km/h la coborâre și 140 km/h la urcare.